# Александар фон Бах
Александар фрајхер фон Бах (Лусдорф, 4. јануар 1813 — Шенграберн, 12. новембар 1893) је био аустријски политичар. Његов највећи допринос политици је увођење институције централизиване политичке контроле на почетку и за време владавине Францa Јозефa I.
У влади Аустрије је служио као Министар правде у периоду од 1848 - 1849. и после као министар унутрашњих послова од 1849. до 1859. Познат као Либерални адвокат, прво је добио надимак министар барикада, али је постепено усвојио конзервативне погледе.
После смрти Феликса, принца од Шварценберга, 1852. године, он је такорећи диктирао политику Аустријског царства. Бах је централизовао административну политику Аустријског царства, смањио је слободу штампе и укинуо јавне судове. Бах је представљао клерикоапсолутисте, који су кулминирали у конкордату из 1855. која је дала католичкој цркви контролу образовања и породичног живота.
На другој страни дата је слобода у економоји која је од 1850. године била у узлазној путањи. Царине су у том временском периоду биле укинуте.
Бах је креирао појам и озваничио титулу Барона (Freiherr), слободњака 1854. године, такође је био покровитељ Академије науке (Akademie der Wissenschaften) током 1849-1859.
Затвори су у периоду његове владавине били пуни политичких затвореника, чешки националиста Карел Хавличек Боровски (Karel Havlíček Borovský) (1851-1855) и Јован Андрејевић, један од оснивача Српског народног позоришта у Новом Саду, су били једни од познатијих. Стубови носиље баховог режима су били по речима Адолфа Фишхофа:„стојећа армија војника, седећа армија чиновника, клечећа армија свештеника и подла армија змија удварача“.
Бахов пад са власти 1859. године узрокован је поразом у рату против Италије, краљевине Сардиније и Наполеона III. После овога је био амбасадор у периоду 1859-1867, а умро је у самоћи 1893. године.